# 클라우디우 케셰뤼
클라우디우 안드레이 케셰뤼(루마니아어: Claudiu-Andrei Keșerü, 1986년 12월 2일 ~ )는 루마니아의 팀인 FC UTA 아라드에서 공격수로 활약하고 있는 루마니아의 축구 선수이다.